# Vredekerk (Bussum)
De Vredekerk is een voormalige Nederlands-hervormde kerk aan de Huizerweg in de Noord-Hollandse plaats Bussum. Het kerkgebouw is ontworpen door architect N. Doornberg. In 1914 werd de kerk geopend. In 1952 besloot het kerkbestuur van Nederlands-hervormde gemeente de kerkgebouwen in Bussum namen te geven. De Huizerwegkerk kreeg de naam "Vredekerk".  Sinds 1996 stond de kerk leeg in verband met het samen gaan met de Gereformeerde gemeente werden alleen de Wilhelminakerk, de Verlosserkerk en de Spieghelkerk nog gebruikt voor diensten.

## Woonbestemming
In 2004 werd de kerk verbouwd tot een complex met 18 appartementen. De bouwkosten bedroegen 2,7 miljoen euro. Het torenappartement is verspreid over vijf verdiepingen.
In 2007 won het project de Ruimtelijke Kwaliteitsprijs Bussum.